# Шеовиця
45°24′ пн. ш. 17°13′ сх. д. / 45.40° пн. ш. 17.21° сх. д.
Шеовиця (хорв. Šeovica) — населений пункт у Хорватії, в Пожезько-Славонській жупанії у складі міста Липик.

## Населення
Населення за даними перепису 2011 року становило 307 осіб.
Динаміка чисельності населення поселення:

## Клімат
Середня річна температура становить 10,39 °C, середня максимальна – 23,61 °C, а середня мінімальна – -5,10 °C. Середня річна кількість опадів – 959 мм.
| Клімат поселення                              | Клімат поселення | Клімат поселення | Клімат поселення | Клімат поселення | Клімат поселення | Клімат поселення | Клімат поселення | Клімат поселення | Клімат поселення | Клімат поселення | Клімат поселення | Клімат поселення | Клімат поселення |
| Показник                                      | Січ.             | Лют.             | Бер.             | Квіт.            | Трав.            | Черв.            | Лип.             | Серп.            | Вер.             | Жовт.            | Лист.            | Груд.            |                  |
| Середній максимум, °C                         | 6,41             | 7,72             | 11,92            | 15,69            | 20,49            | 23,61            | 23,05            | 22,74            | 19,06            | 14,34            | 8,95             | 4,93             |                  |
| Середня температура, °C                       | 0,67             | 1,96             | 6,16             | 9,94             | 14,72            | 17,86            | 19,78            | 19,46            | 15,78            | 11,07            | 5,68             | 1,66             |                  |
| Середній мінімум, °C                          | −5,1             | −3,79            | 0,41             | 4,18             | 8,98             | 12,10            | 16,49            | 16,18            | 12,52            | 7,77             | 2,40             | −1,62            |                  |
| Норма опадів, мм                              | 59               | 54               | 65               | 79               | 88               | 107              | 89               | 93               | 79               | 83               | 90               | 73               |                  |
| Середньомісячна швидкість вітру, м/с          | 2.06             | 2.29             | 2.58             | 2.48             | 2.28             | 2.05             | 2.00             | 1.90             | 1.94             | 2.04             | 2.11             | 2.13             |                  |
| Середньомісячна сонячна радіація, кДж/м²·день | 4425             | 7179             | 10949            | 15228            | 19298            | 21278            | 22412            | 19592            | 14790            | 9241             | 4966             | 3691             |                  |
| --------------------------------------------- | ---------------- | ---------------- | ---------------- | ---------------- | ---------------- | ---------------- | ---------------- | ---------------- | ---------------- | ---------------- | ---------------- | ---------------- | ---------------- |
| Джерело:                                      |                  |                  |                  |                  |                  |                  |                  |                  |                  |                  |                  |                  |                  |